# Archeria comberi
Espèce
Classification phylogénétique
Archeria comberi, appelé communément lande de montagne rose ou lande des crêtes, est une espèce de plantes à fleurs du genre Archeria et de la famille des Ericaceae. C'est un arbuste originaire de Tasmanie.

## Description
Archeria comberi est un arbuste à feuilles persistantes de 0,15 à 1 m de hauteur, avec des fleurs roses pendant les mois d'été (janvier et décembre). Il possède un certain nombre de caractéristiques clés qui permettent son identification, en particulier les fleurs tubulaires roses distinctes, avec des stigmates et des étamines roses et jaunes, et des sépales fusionnés. Les fleurs sont situées sur une courte tige près de la fin de chaque branche florifère. Lorsqu'elle n'est pas en fleur, l'espèce est caractérisée par des branches et rameaux ligneux avec des poils épars, des capsules ligneuses arrondies avec une ouverture d'étoile pendant la dispersion, petite (de 3 à 4 mm), cireuse, ronde avec une pointe pointue, verte et souvent feuilles rouges disposées en verticilles autour de la tige. Avec généralement trois nervures presque parallèles, chaque feuille a généralement une surface abaxiale vert clair, principalement verte, parfois rouge et un bord rouge. Cette coloration rouge est une caractéristique commune des espèces subalpines et alpines causée par une augmentation de l'anthocyane pour absorber la lumière ultraviolette et convertir les UV en énergie thermique, réchauffant la plante plus tôt dans la saison de croissance.
En tant que membre de la famille des Ericaceae, l'espèce est généralement classée comme une espèce subalpine et partage de nombreuses caractéristiques avec les autres membres de la famille. Il est souvent confondu avec Epacris serpyllifolia.

## Distribution
Archeria comberi est endémique de la Tasmanie et se trouve principalement dans l'ouest et le plateau central, dans sept municipalités : Central Highlands, Derwent Valley, Huon Valley, Kentish, Meander Valley et West Coast. Bien que préférant une position quelque peu abritée, Archeria comberi est une espèce principalement alpine et est soumise à des conditions météorologiques radicalement différentes, notamment des étés chauds et secs et un hiver froid et souvent enneigé, d'où une tolérance à l'ombre, au vent, aux sols humides et au gel. Préférant les sols argileux fertiles à faible teneur en phosphore et bien drainé, l'espèce est commune dans les environnements tels que les zones boisées et humides subalpines.
Archeria comberi pousse souvent parmi d'autres espèces telles que Nothofagus gunnii et Persoonia gunnii.

## Source de la traduction
- (en) Cet article est partiellement ou en totalité issu de l’article de Wikipédia en anglais intitulé « Archeria comberi » (voir la liste des auteurs).